# Lipiny Górne-Borowina
Lipiny Górne-Borowina – wieś w Polsce położona w województwie lubelskim, w powiecie biłgorajskim, w gminie Potok Górny.
Za Królestwa Polskiego istniała gmina Lipiny. W latach 1975–1998 miejscowość administracyjnie należała do województwa zamojskiego. 
Wieś jest sołectwem w gminie Potok Górny. Według Narodowego Spisu Powszechnego z roku 2011 wieś liczyła 510 mieszkańców i była czwartą co do liczby ludności miejscowością gminy.
Gospodarka wsi opiera się głównie na uprawie tytoniu i zboża.
Wierni Kościoła rzymskokatolickiego należą do parafii Matki Bożej Częstochowskiej w Lipinach Górnych.

## Położenie
Lipiny Górne-Borowina leżą w północnej części gminy Potok Górny, na obszarze Płaskowyżu Tarnogrodzkiego, nad rzeką Borowiną i Nitką. Urząd Gminy Potok Górny jest w odległości około 6 km. Najbliżej położone miasto to Leżajsk, znajdujący się około 20 km od wsi.

## Zabytki
Głównym zabytkiem Lipin Górnych-Borowina jest drewniany kościół, który jest siedzibą parafii pw. Matki Bożej Częstochowskiej. W strukturze kościoła rzymskokatolickiego parafia należy do metropolii przemyskiej, diecezji zamojsko-lubaczowskiej, dekanatu Biłgoraj - Południe. Kościół został wybudowany w 1869 przez unitów (poprzednio istniała tu stara, drewniana świątynia, również unicka). Od 1875 w rękach prawosławnych. Po zakończeniu I wojny światowej przekazany Kościołowi katolickiemu, w 1920 poświęcenia dokonał O. Dominik (TJ). Wtedy wyposażenie wnętrza dostosowano do kultu katolickiego i wybudowano chór muzyczny. W latach: 1924-1928 dobudowano 2 kaplice boczne, oszalowano kościół z zewnątrz i pomalowano. W 1950 nastąpiło pokrycie dachu blachą. Generalny remont w 1981, w 1999 pomalowano dach, ściany zewnętrzne kościoła oraz założono nowa instalację elektryczną. W miejscowości znajdują się także: cmentarz rzymskokatolicki oraz pozostałości cmentarza prawosławnego.

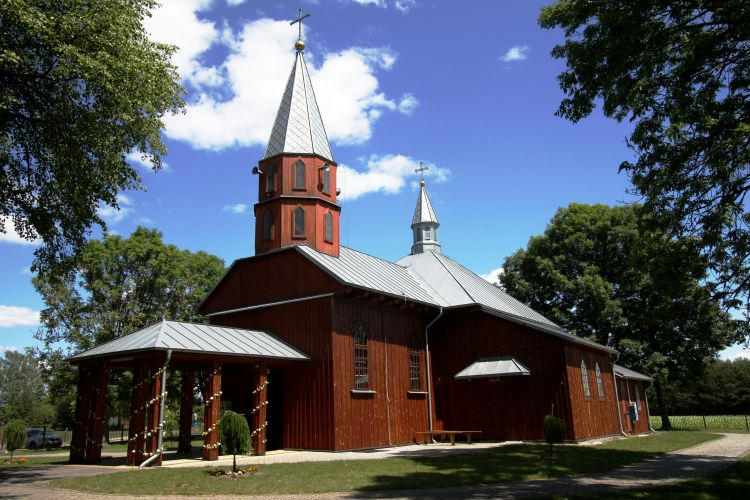
Kościół parafialny obecnie.

## Infrastruktura i kultura
W Lipinach Górnych-Borowinie znajduje się Publiczna Szkoła Podstawowa im. Tadeusza Kościuszki, sklep spożywczy oraz remiza Ochotniczej Straży Pożarnej (OSP).